# Marcus Banks
Marcus Banks, właśc. Arthur Lemarcus Banks III (ur. 19 listopada 1981 w Las Vegas) – amerykański koszykarz, grający na pozycji rozgrywającego, obecnie zawodnik New Orleans Hornets.

## Statystyki
Rekordy kariery:
- Punkty w jednym meczu: 28
- Celne rzuty: 12
- Oddane rzuty:19
- Celne rzuty „za 3”: 3
- Oddane rzuty „za 3”: 5
- Celne rzuty wolne: 12
- Oddane rzuty wolne: 14
- Zbiórki w ataku: 4
- Zbiórki w obronie: 5
- Zbiórki: 7
- Asysty: 10
- Przechwyty: 7
- Bloki: 2
- Minuty na parkiecie: 43